# Lepidium bupleuroides
Lepidium bupleuroides är en korsblommig växtart som beskrevs av Karl Heinz Rechinger. Lepidium bupleuroides ingår i släktet krassingar, och familjen korsblommiga växter. Inga underarter finns listade i Catalogue of Life.